# Oscar Loyarte
Oscar Eduardo Loyarte (Santa Fe, 5 de octubre de 1952 - 3 de agosto de 2012) fue un exfutbolista argentino. Se desempeñaba como mediocampista destacándose principalmente en Nueva Chicago, club en el cual logró ser el futbolista con más presencias en la historia de la institución por más de 30 años con 338 partidos jugados.

## Clubes
| Club                      | País      | Año       |
| ------------------------- | --------- | --------- |
| Newell's Old Boys         | Argentina | 1972-1973 |
| Nueva Chicago             | Argentina | 1974-1975 |
| Central Córdoba (Rosario) | Argentina | 1976      |
| 9 de Julio (Rafaela)      | Argentina | 1977      |
| Nueva Chicago             | Argentina | 1978-1985 |
| Compañía General (Salto)  | Argentina | 1986      |

## Palmarés
| Club          | Campeonato | País      | Año  |
| ------------- | ---------- | --------- | ---- |
| Nueva Chicago | Primera B  | Argentina | 1981 |